# Sam lớn
Sam lớn (tên khoa học: Tachypleus gigas) là một trong bốn loài còn tồn tại của họ Limulidae. Nó được tìm thấy trong vùng nước nông trong khu vực Đông Nam Á ở độ sâu lên đến 40 m (130 ft). Nó phát triển dài đến 39 cm (15 in) và rộng 17,5 cm (6,9 in), và được bao phủ bởi một mai cứng, với một cột sống đuôi dài (đuôi).

## Vòng đời
Chu kỳ cuộc sống của T. gigas là tương đối dài và liên quan đến một số lượng lớn giai đoạn ngôi sao. Trứng có đường kính khoảng 3,7 mm (0,15 in). Ấu trùng mới nở, được gọi là ấu trùng bọ ba thùy, không có đuôi, và dài 8 mm (0,31 in). Con đực được cho là trải qua 12 lần lột xác trước khi thành thục giới tính, trong khi con cái phải trải qua 13 lần.